# Anastasija Sedova
Anastasija Nikolaevna Sedova, accreditata come Anastasia Sedova dalla FIS (in russo Анастасия Николаевна Седова?; Sarov, 4 febbraio 1995), è una fondista russa.
In seguito al matrimonio ha assunto il cognome del coniuge e si è iscritta alle liste FIS come Anastasija Kulešova (Anastasia Kuleshova).

## Biografia
La Sedova, attiva in gare FIS dal novembre del 2009, ha esordito in Coppa del Mondo il 27 novembre 2016 a Kuusamo (19ª) e ai Campionati mondiali a Lahti 2017, dove si è classificata 11ª nella 10 km, 8ª nello skiathlon e 5ª nella staffetta. Ai XXIII Giochi olimpici invernali di Pyeongchang 2018, suo esordio olimpico, ha vinto la medaglia di bronzo nella staffetta e si è classificata 8ª nella sprint e 12ª nello skiathlon; l'anno successivo ai Mondiali di Seefeld in Tirol ha vinto la medaglia di bronzo nella staffetta ed è stata 6ª nella 10 km, 14ª nella 30 km e 9ª nello skiathlon.

## Palmarès

### Olimpiadi
- 1 medaglia:
  - 1 bronzo (staffetta a Pyeongchang 2018)

### Mondiali
- 1 medaglia:
  - 1 bronzo (staffetta a Seefeld in Tirol 2019)

### Mondiali juniores
- 6 medaglie:
  - 4 argenti (staffetta a Liberec 2013; staffetta a Val di Fiemme 2014; 5 km, staffetta ad Almaty 2015)
  - 2 bronzi (5 km a Liberec 2013; 5 km a Val di Fiemme 2014)

### Coppa del Mondo
- Miglior piazzamento in classifica generale: 12ª nel 2019

#### Coppa del Mondo - competizioni intermedie
- 4 podi di tappa:
  - 4 terzi posti